# Wereldbeker schaatsen 2008/2009 - Wereldbeker 5 - 1e 1000 meter vrouwen
De vijfde van 10 wedstrijden voor de wereldbeker schaatsen 1000 meter werd gehouden op 13 december 2008 in Nagano.

## Uitslag A-divisie
| rang   | schaatser            | tijd     | punten |
| ------ | -------------------- | -------- | ------ |
| Goud   | Jennifer Rodriguez   | 1.16,34  | 100    |
| Zilver | Christine Nesbitt    | 1.16,39  | 80     |
| Brons  | Kristina Groves      | 1.16,62  | 70     |
| 4      | Sayuri Yoshii        | 1.17,27  | 60     |
| 5      | Shannon Rempel       | 1.17,29  | 50     |
| 6      | Jekaterina Malysjeva | 1.17,53  | 45     |
| 7      | Yu Jing              | 1.17,553 | 40     |
| 8      | Jekaterina Lobysjeva | 1.17,558 | 36     |
| 9      | Jin Peiyu            | 1.17,58  | 32     |
| 10     | Monique Angermüller  | 1.17,83  | 28     |
| 11     | Ren Hui              | 1.17,98  | 24     |
| 12     | Margot Boer          | 1.18,25  | 21     |
| 13     | Lee Sang-hwa         | 1.18,36  | 18     |
| 14     | Shihomi Shinya       | 1.18,62  | 16     |
| 15     | Elli Ochowicz        | 1.18,77  | 14     |
| 16     | Bo-Ra Lee            | 1.19,144 | 12     |
| 17     | Tomomi Okazaki       | 1.19,147 | 10     |
| 18     | Marianne Timmer      | 1.19,21  | 8      |
| 19     | Heike Hartmann       | 1.19,58  | 6      |
| 20     | Nao Kodaira          | DNS      | 5      |

## Loting
| rit | binnenbaan           | buitenbaan           |
| --- | -------------------- | -------------------- |
| 1   | Jin Peiyu            | Nao Kodaira          |
| 2   | Margot Boer          | Elli Ochowicz        |
| 3   | Marianne Timmer      | Yu Jing              |
| 4   | Heike Hartmann       | Bo-Ra Lee            |
| 5   | Jennifer Rodriguez   | Jekaterina Malysjeva |
| 6   | Sayuri Yoshii        | Lee Sang-hwa         |
| 7   | Ren Hui              | Tomomi Okazaki       |
| 8   | Jekaterina Lobysjeva | Shihomi Shinya       |
| 9   | Christine Nesbitt    | Monique Angermüller  |
| 10  | Kristina Groves      | Shannon Rempel       |

## Top 10 B-divisie
| rang | schaatser              | tijd    | punten |
| ---- | ---------------------- | ------- | ------ |
| 1    | Zhang Shuang           | 1.18,76 | 25     |
| 2    | Jekaterina Sjichova    | 1.19,14 | 19     |
| 3    | Heather Richardson     | 1.19,38 | 15     |
| 4    | Anzjelika Kotjoega     | 1.19,83 | 11     |
| 5    | Justine l'Heureux      | 1.20,21 | 8      |
| 6    | Gabriele Hirschbichler | 1.20,27 | 6      |
| 7    | Rebekah Bradford       | 1.20,65 | 4      |
| 8    | Tamara Oudenaarden     | 1.20,73 | 2      |
| 9    | Svetlana Radkevitsj    | 1.21,58 | 1      |
| 10   | Jennifer Plate         | 1.22,68 | 0      |